# Walter Bauhofer

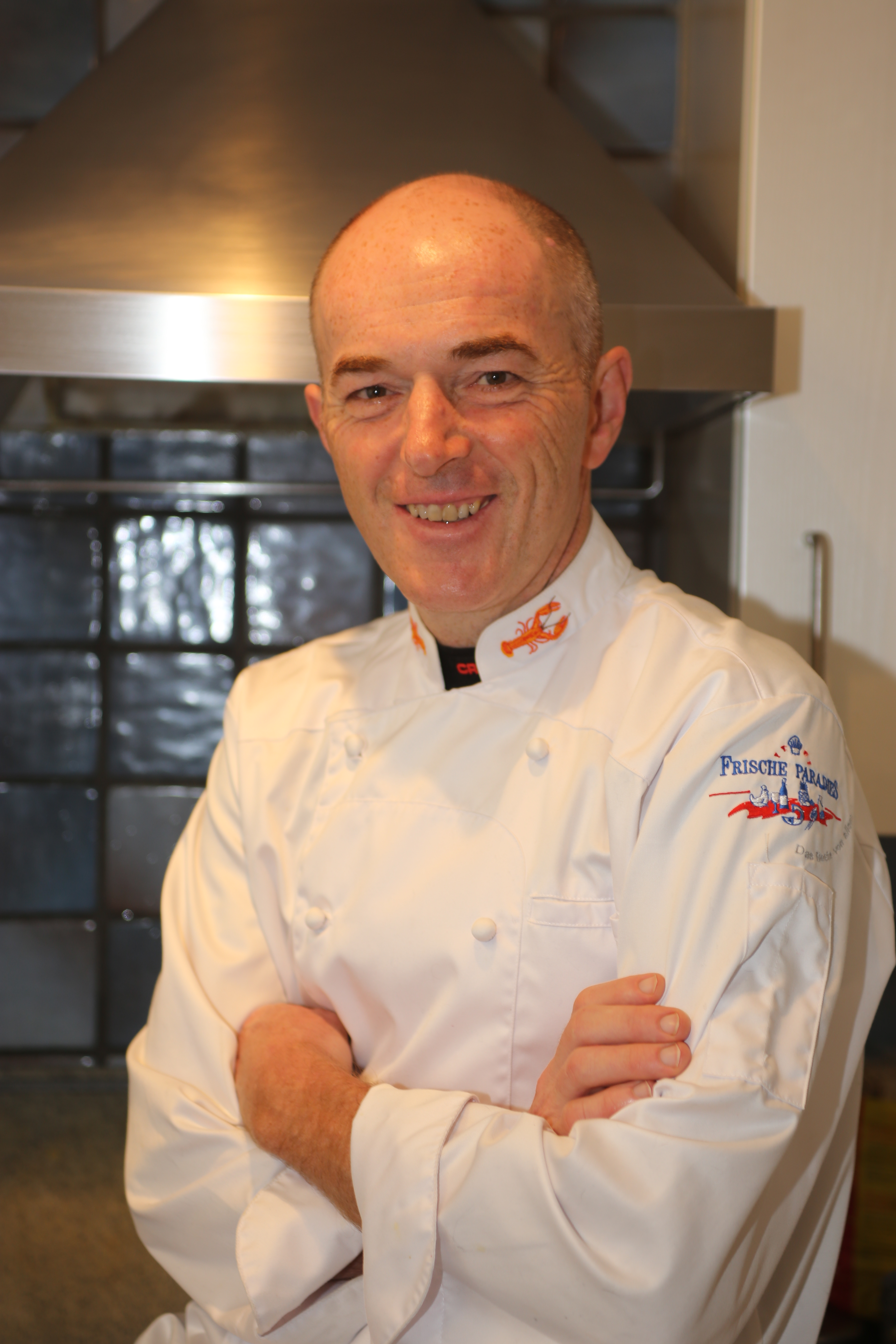
Walter Bauhofer (2014)

Walter Bauhofer (* 4. Mai 1963 in Altshausen) ist ein deutscher Koch. Er veröffentlicht unter anderem Fachartikel sowie Food-Bilder und tritt in Fernsehsendungen auf.

## Leben
Bauhofer, Sohn einer Gastwirts-Tochter, begann mit 17 Jahren in der „Kleber-Post“ in Bad Saulgau eine Kochlehre. Sein Weg führte über Feinkost Käfer zum Restaurant Albert Bouley, in das mit 3 Michelin-Sternen ausgezeichnete Restaurant „Jamin“ des französischen Jahrhundert-Kochs Joël Robuchon, Meilleur Ouvrier de France in Paris und zu dessen deutschen Pendant Eckart Witzigmann. Weitere Stationen waren das mit 2 Michelin-Sternen ausgezeichnete „Restaurant Bareiss“ in Baiersbronn unter Manfred Schwarz sowie das Wertheimer Restaurant „Schweizer Stuben“ bei Dieter Müller. Sein Faible für den französischen Küchenstil brachte ihn auch in das Restaurant Maxim’s in Paris.
Nach beruflichen Fortbildungen zum Küchenmeister und zum staatlich geprüften Betriebswirt an der Hotelfachschule Heidelberg leitete er das Hotel-Restaurant Altes Badhaus in Eberbach am Neckar.
Seit 1994 unterrichtet Bauhofer an der Paul-Kerschensteiner-Schule – Landesberufsschule für das Hotel- und Gaststättengewerbe in Bad Überkingen angehende Köche. Zudem leitet er seit 2004 die Fachabteilung „Lehrküchen“.

## Veröffentlichungen
- Seit 1997 schreibt Bauhofer monatliche Fachartikel im „Konditorei und Café“ sowie in der „Allgemeinen Hotel- und Gaststätten-Zeitung“.
- Walter Bauhofer: „GZ Speisekarte“ – Rezepte und Tipps vom Küchenmeister. Regelmäßige Rezeptseite in der „Geislinger Zeitung“[2]
- „Lernfeld Küche“[3] Lehrplanorientiertes Basiswissen Walter Bauhofer/Georg Häberle – erschienen 2003 im Matthaes Verlag, Stuttgart
- „Mein Tipp“ – Monatliche Rezeptseite im DEHOGA-Magazin Baden-Württemberg
- Redaktionelle Mitarbeit im „HalloGastro“ – der Branchenzeitung des DEHOGA

## Filme
- History Now Galileo (Fernsehsendung), Deutschland, 2010, 11:54 Min. Pro7 mit Jumbo Schreiner[4]
- Nationenkampf Fleischspieße Galileo (Fernsehsendung), Deutschland, 2011, 10:46 Min. Pro7[5]